# Christian Brink
Christian Brink, född 17 mars 1983, är en norsk fotbollsspelare (försvarare) som spelar för Stord Sunnhordland FK.
Brink spelade för Stord/Moster och Sogndal innan han skrev på för Lyn 2006. Han gjorde sin debut för klubben den 27 augusti 2006 mot Sandefjord. Han missade endast tre ligamatcher 2007, men spelade inga 2008 och endast två stycken 2009. Han spelade sin sista ligamatch för klubben den 24 maj 2009. Han skrev under sommaren 2009 på för GIF Sundsvall. Hans huvudsakliga position är mittback.
Den 31 juli 2012 skrev Brink på ett 3,5-årskontrakt med norska Sarpsborg 08.